# Skewes-Zahl
Die Skewes-Zahl (nach Stanley Skewes) ist eine obere Grenze für das Problem der Überschätzung der Primzahldichte {\displaystyle \pi (x)} mit dem Integrallogarithmus {\displaystyle \mathrm {Li} (x)} nach Carl Friedrich Gauß. Sie ist eine obere Schranke {\displaystyle x} dafür, dass {\displaystyle \mathrm {Li} (y)<\pi (y)} für einen Wert {\displaystyle y\leq x} gilt. Anders ausgedrückt findet unterhalb der Skewes-Zahl ein Vorzeichenwechsel von {\displaystyle \pi (y)-\mathrm {Li} (y)} statt, der von John Edensor Littlewood vorhergesagt worden war.
Skewes fand für sie den Wert {\displaystyle \mathrm {e} ^{\mathrm {e} ^{\mathrm {e} ^{79}}}}. Auch die Approximation {\displaystyle 10^{10^{10^{34}}}} ist gebräuchlich. Die Skewes-Zahl galt früher als Beispiel einer besonders großen in der Mathematik relevanten Zahl.
Die obere Schranke ist nach Skewes weiter herabgesetzt worden. Inzwischen wird auch die Suche nach einer unteren Schranke für die Zahl, an der erstmals ein Vorzeichenwechsel stattfindet, vorangetrieben.

## Geschichte
Das Problem der überschätzten Primzahldichte basiert auf einer Formel über die Verteilung der Primzahlen, die Carl Friedrich Gauß bereits im Alter von 14 Jahren aufgestellt haben soll (er veröffentlichte sie aber wesentlich später). Demnach kann {\displaystyle \pi (x)}, die Anzahl der Primzahlen bis x, durch die Formel
{\displaystyle \mathrm {Li} (x)=\int _{2}^{x}{\frac {\mathrm {d} t}{\ln t}}}
angenähert werden. Vergleicht man {\displaystyle \mathrm {Li} (x)} mit konkreten Werten von {\displaystyle \pi (x)}, die man anhand von Primzahltabellen ermittelt, so ist stets {\displaystyle \mathrm {Li} (x)>\pi (x)}, und man glaubte lange, dies gelte für alle reellen Zahlen {\displaystyle x}.
Im Jahr 1914 bewies J. E. Littlewood, dass die Differenz {\displaystyle \mathrm {Li} (x)-\pi (x)} bei größer werdendem x das Vorzeichen unendlich oft ändert. Es muss also Zahlbereiche geben, in denen die Gaußsche Formel die Primzahldichte unterschätzt.
1933 gab Stanley Skewes, der bei Littlewood in Cambridge studierte und mit dieser Arbeit bei ihm promovierte, mit der Zahl
{\displaystyle 10^{10^{10\,000\,000\,000\,000\,000\,000\,000\,000\,000\,000\,000}}=10^{10^{10^{34}}}}
eine erste konkrete Abschätzung für eine Obergrenze, unterhalb der diese Unterschätzung erstmals auftritt. Zunächst bewies er das 1933 unter Voraussetzung der Riemann-Hypothese, in der ausführlicheren Arbeit 1955 konnte er die Grenze auf {\displaystyle \mathrm {e} ^{\mathrm {e} ^{\mathrm {e} ^{7{,}703}}}\approx 10^{10^{961}}} herabsetzen (unter der Annahme der Riemann-Hypothese) und auch unter Annahme der Nichtgültigkeit der Riemann-Hypothese eine (höhere) obere Grenze angeben, {\displaystyle 10^{10^{10^{1000}}}}, manchmal auch „zweite Skewes-Zahl“ genannt.
Die Skewes-Zahl liegt jenseits aller Vorstellungskraft. G. H. Hardy nannte die Skewes-Zahl „die größte Zahl, die je einem bestimmten Zweck in der Mathematik gedient hat“. Spielte man Schach mit allen Protonen des bekannten Universums (damals ca. {\displaystyle 10^{80}} angesetzt), so rechnete Hardy vor, entspräche die Zahl der möglichen „Züge“ (Austausch der Positionen von jeweils zwei Protonen) in etwa Skewes’ Zahl.
Im Jahr 1971 wurde sie durch Grahams Zahl von Platz 1 verdrängt. Dies war jedoch lange nach Hardys Tod.
Inzwischen konnte von Herman te Riele gezeigt werden, dass die Obergrenze für die erste auftretende Unterschätzung unterhalb von {\displaystyle 6{,}69\cdot 10^{370}} liegen muss, nachdem schon 1966 Sherman Lehman eine obere Grenze von {\displaystyle 1{,}65\cdot 10^{1165}} beweisen konnte. Außerdem bewies te Riele, dass mindestens {\displaystyle 10^{180}} aufeinanderfolgende natürliche Zahlen zwischen {\displaystyle 6{,}62\cdot 10^{370}} und {\displaystyle 6{,}69\cdot 10^{370}} die Ungleichung {\displaystyle \mathrm {Li} (x)>\pi (x)} verletzen. Die obere Grenze wurde nochmals durch Carter Bays und Richard Hudson 2000 auf {\displaystyle 1{,}39822\cdot 10^{316}} verbessert (außerdem zeigten sie, dass mindestens {\displaystyle 10^{153}} aufeinanderfolgende ganze Zahlen nahe dieser Zahl die Ungleichung verletzen).
Untere Grenzen für das erste Auftreten des Vorzeichenwechsels stammen von J. B. Rosser und Lowell Schoenfeld ({\displaystyle 10^{8}}), Richard P. Brent ({\displaystyle 8\cdot 10^{10}}), Kotnik 2008 ({\displaystyle 10^{14}}) und Büthe 2015 ({\displaystyle 10^{19}}).
Aurel Wintner zeigte 1941, dass der Anteil der natürlichen Zahlen, für die die Ungleichung verletzt ist, positives Maß hat, und M. Rubinstein und Peter Sarnak zeigten 1994, dass der Anteil bei etwa 0,000 000 26 liegt.